# 谢桃坊
谢桃坊（1935年—），号奭斋，四川成都人，中国诗词学者，古典文学研究专家。中国民主同盟成员。任四川省社会科学院文学研究所研究员、硕士生导师。

## 生平
生于四川成都，小学毕业后遵父命学习儒家经典、诗词及书法，年轻时喜填词，将自己的词集命名为《奭斋词》。1954年在成都市郊区第三中心小学任教，1960年西南师范学院中文系毕业后，分配到广汉中学劳动。
1963年成都郊区圣灯乡从事农业劳动。1979年在成都圣灯中学任语言教员。1980年参加中国社会科学院考试，以助理研究员被录取；1981年后任四川省社会科学院文学研究所研究员，1995年退休，并继续从事诗词研究。

## 作品
谢擅长对中国词学史与宋词的整体考察，其著作最有名的为《中国词学史》与《宋词概论》；也很重视词谱的整理与研究，曾填词撰写了《唐宋词谱粹编》、《唐宋词谱校正》。
其它作品有《奭斋词拾遗》、《柳永》、《苏轼诗研究》、《宋词辨》、《词学辨》、《宋词论集》、《诗词格律教程》、《敦煌文化寻绎》、《中国市民文学史》、《四川国学小史》、《成都的客家人》、《成都沙河客家人的变迁》、《国学论集》等，另发表学术论文两百余篇。